# Roman Tománek
Roman Tománek (* 28. ledna 1986, Považská Bystrica) je slovenský reprezentační hokejový útočník, momentálně hraje v HK Nitra. Působil také v týmech HC 05 Banská Bystrica, BK Mladá Boleslav, MsHK Garmin Žilina a HK 95 Považská Bystrica a zámořských týmech Calgary Hitmen a Seattle Thunderbirds. Draftoval ho v roce 2004 tým Phoenix Coyotes v 4. kole jako 103. v pořadí. V sezóně 2012/13 nastřílel za Nitru 42 branek, čímž se stal nejlepším střelcem slovenské extraligy. Vytvořil produktivní dvojici s Jozefem Stümpelem. S Nitrou získal bronz, což je dosud nejlepší úspěch Nitry, ze sezóny 2005/2006. Momentálně hraje v elitní formací s Jozefem Stümpelem a Lukášem Novákem. Na dresu nosí číslo 10.

## Reprezentace
V slovenské reprezentaci neodehrál zatím žádný zápas. Reprezentoval Slovensko na Mistrovství světa v ledním hokeji hráčů do 18 let v roce 2004. V roce 2013 byl nominován na hokejový turnaj Arosa Challenge ve Švýcarsku.